# USS George Washington (CVN 73)

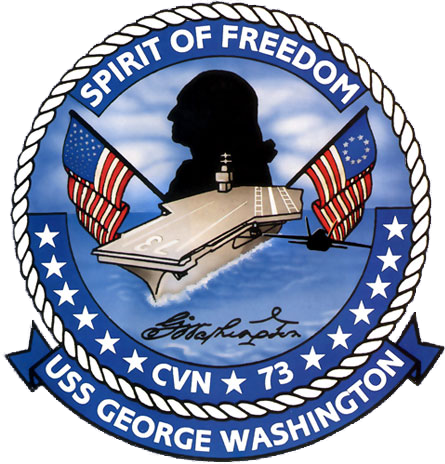
A USS George Washington jelvénye

Az USS George Washington a hatodik Nimitz osztályú nukleáris repülőgép-hordozó. Nevét George Washingtonról, az Egyesült Államok első elnökéről kapta, a Theodore Roosevelt alosztály harmadik hajóegysége.
A repülőgép hordozókat hagyományosan Navy Grey szürkére szokták festeni, ám az USS George Washington esetén fehérre váltottak a hangárnál, ezzel világosabbnak és nagyobbnak tűnik. 1990-ben a névadó ünnepségén a díszvendég Barbara Bush, George H. W. Bush felesége, a First Lady volt.  